# Alicante-Terminal
Alicante Terminal (lub Alacant Terminal) – główna stacja kolejowa w Alicante, we wspólnocie autonomicznej Walencja, w Hiszpanii. Stacja posiada 3 perony.
Obecnie to jedyna stacja kolejowa w centrum Alicante. Oficjalnie otwarta w 1858 r. jako łącznik do magistrali kolejowej Madryt – Saragossa, zwana Estación de Madrid. W latach 70. XX wieku po dobudowaniu łącznika z przystanku San Gabriel przejęła ruch w kierunku Murcji. 
Na stacji zatrzymują się ekspresowe pociągi Alvia i Altaria kursujące do Madrytu, Gijón, Santander i Vigo, Euromed kursujące do Barcelony, Talgo kursujące do Lorki, Kartageny i Montpelier, regionalne do Ciudad Real oraz Walencji, a także podmiejskie Renfe Cercanías linii C1 kursujące pomiędzy Murcją i Alicante oraz linii C3 kursującej między Alicante a pobliskim San Vicente del Raspeig.
Obecnie stacja znajduje się w okresie przebudowy na stację intermodalną – składać się będzie z dworca autobusowego, podziemnej stacji szybkiej kolei AVE oraz końcowej stacji tramwaju TRAM. Zakończenie prac nad wprowadzeniem AVE do Alicante planowane jest na rok 2011, obecnie trwają końcowe prace nad łącznikiem Monforte del Cid - Alicante na linii AVE Madryt - Levante.